# Sylvain Vasseur
Pour les articles homonymes, voir Vasseur.
Sylvain Vasseur est un coureur cycliste français, né le 28 février 1946 à Cappelle-la-Grande.
Il est le frère d'Alain Vasseur et l'oncle de Cédric Vasseur, tous deux coureurs cyclistes.
Il devient professionnel en 1969 et le reste jusqu'en 1977. Il remporte trois victoires individuelles au cours de cette période.

## Palmarès
- 1964
  - 1re étape des Trois Jours de Marcoing
  - 2e des Trois Jours de Marcoing

- 1968
  - 2e de la Ronde des Flandres

- 1972
  - Tour du Nord

- 1973
  - Tour de Luxembourg :
    - Classement général
    - 3e étape

- 1975
  - 3e du Circuit des frontières

- 1976
  - 2e du Grand Prix de Cannes

## Résultats sur les grands tours

### Tour de France
6 participations
- 1970 : 95e
- 1972 : 35e
- 1973 : 53e
- 1974 : 51e
- 1975 : 44e
- 1976 : 60e

### Tour d'Espagne
4 participations
- 1970 : 52e
- 1971 : 64e
- 1973 : abandon (7e étape)
- 1974 : 27e